# Nonza
Nonza (en cors Nonza) és un municipi francès, situat a la regió de Còrsega, al departament d'Alta Còrsega. L'any 1999 tenia 67 habitants. Limita amb Ogliastro al nord, Olcani a l'est i Olmeta-du-Cap al sud.

## Demografia
| 1962 | 1968 | 1975 | 1982 | 1990 | 1999 |
| ---- | ---- | ---- | ---- | ---- | ---- |
| 61   | 137  | 71   | 68   | 86   | 67   |

## Administració
| Període   | Identitat           | Partit | Qualitat |  |
| --------- | ------------------- | ------ | -------- |  |
| 2001-2008 | Karl Burini         |        |          |  |
| 2008-     | Jean-Marie Dominici |        |          |  |